# Nora–Ervalla Järnväg
Nora–Ervalla järnväg (NEJ) var en normalspårig järnvägslinje som trafikerade sträckan Nora–Stora Mon–Järle–Torpa–Ervalla. 

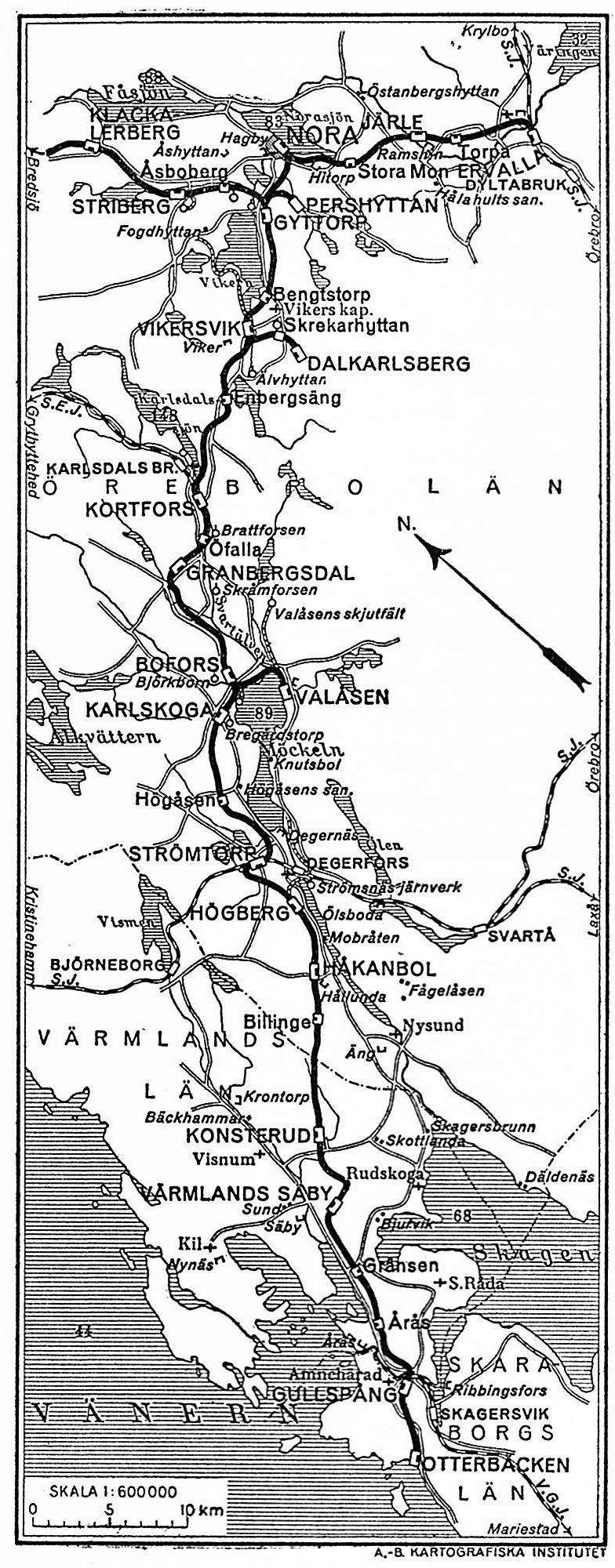
NEJ Ervalla-Otterbäcken. Karta 1926.

## Historia
Det var huvudsakligen frakten av järn och järnmalm som krävde en bättre lösning och på 1600-talet fanns storstilade planer på att anlägga en kanal för att lösa transportproblemen. En kanal byggdes aldrig men på 1800-talets början blev järnvägstransporter ett nytt sätt att frakta gods. Till en början diskuterades en smalspårig järnväg där vagnarna skulle dras av hästar. Dock snart beslöt man att satsa på normalspår och ånglok. Linjen invigdes, tillsammans med Köping–Hults järnvägs dellinje Ervalla–Örebro, den 5 mars 1856. 
Loket Oscar avgick från Örebro till Nora, och detta var första gången ett tåg med maskinell drift (inte hästar) och för personbefordran officiellt gick på järnväg i Sverige. 
Järnvägen Nora–Ervalla köptes 1893 av Nora–Karlskoga järnväg. År 1905 bildades Nora Bergslags järnväg av vilken Nora–Ervalla järnväg var en del. Den är nu en del av museijärnvägen Nora Bergslags Veteran-Jernväg.

### Järle stationshus
Redan två år innan invigningen av själva järnvägen uppfördes Jerle stationshus vilket är därmed Sveriges äldsta bevarade och i drift varande järnvägsstation. Stationshuset med sin intakta interiör är sedan 2005 ett lagligt skyddat byggnadsminne. Stationshuset är pietetsfull restaurerat och har ett café samt konst- och hantverksförsäljning sommartid.

#### Bilder Järle station

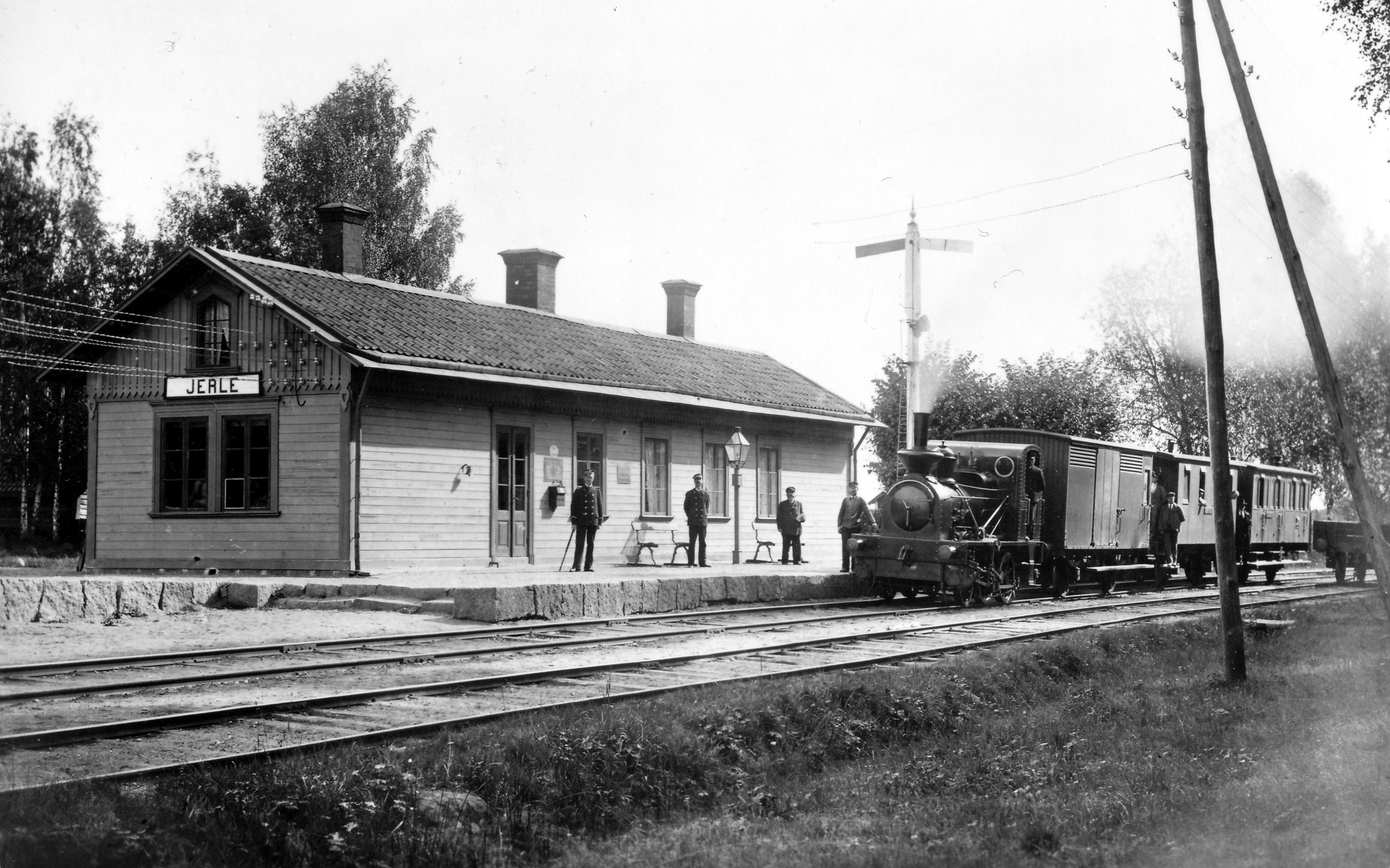
Jerle station omkring år 1900.
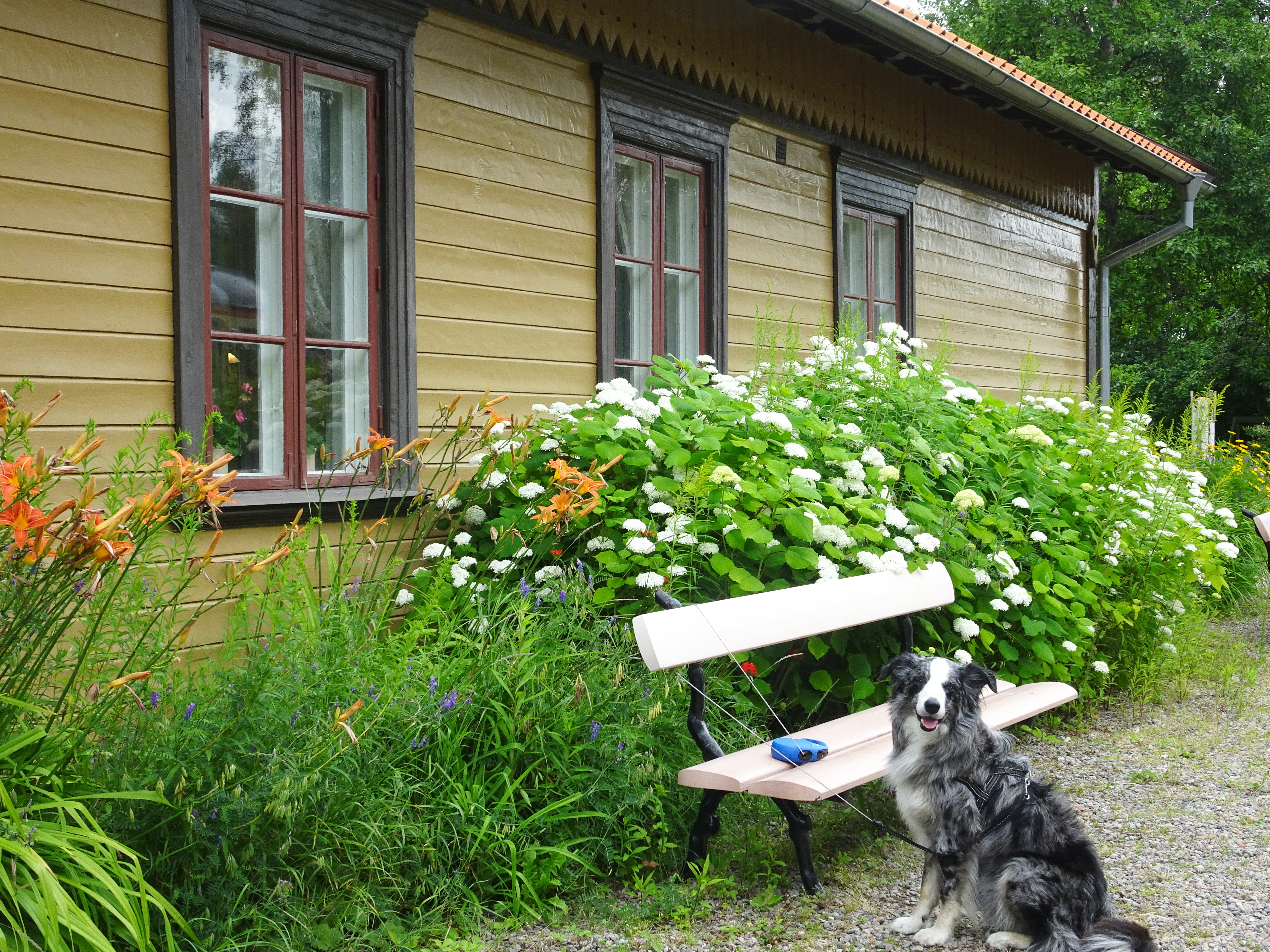
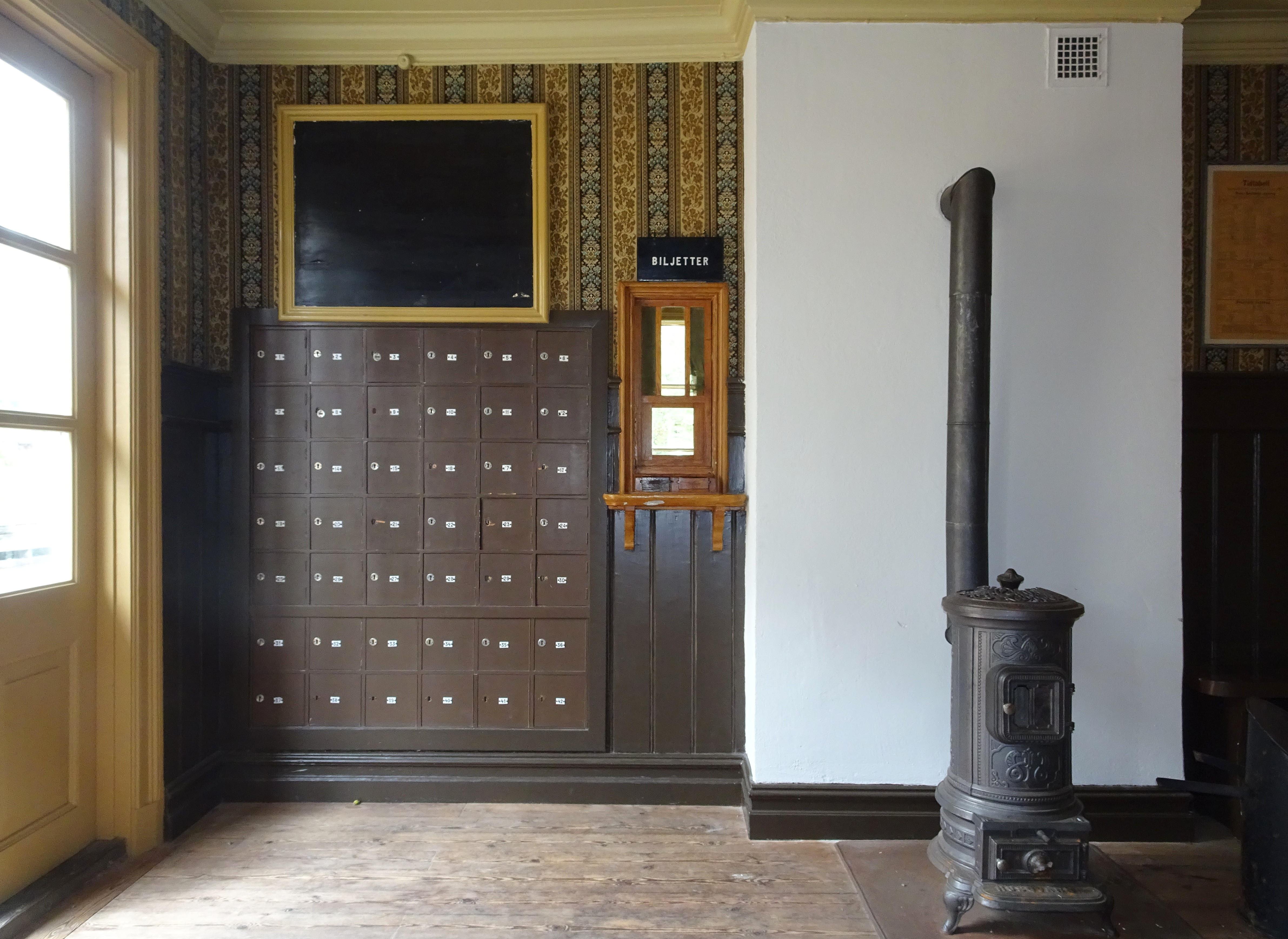
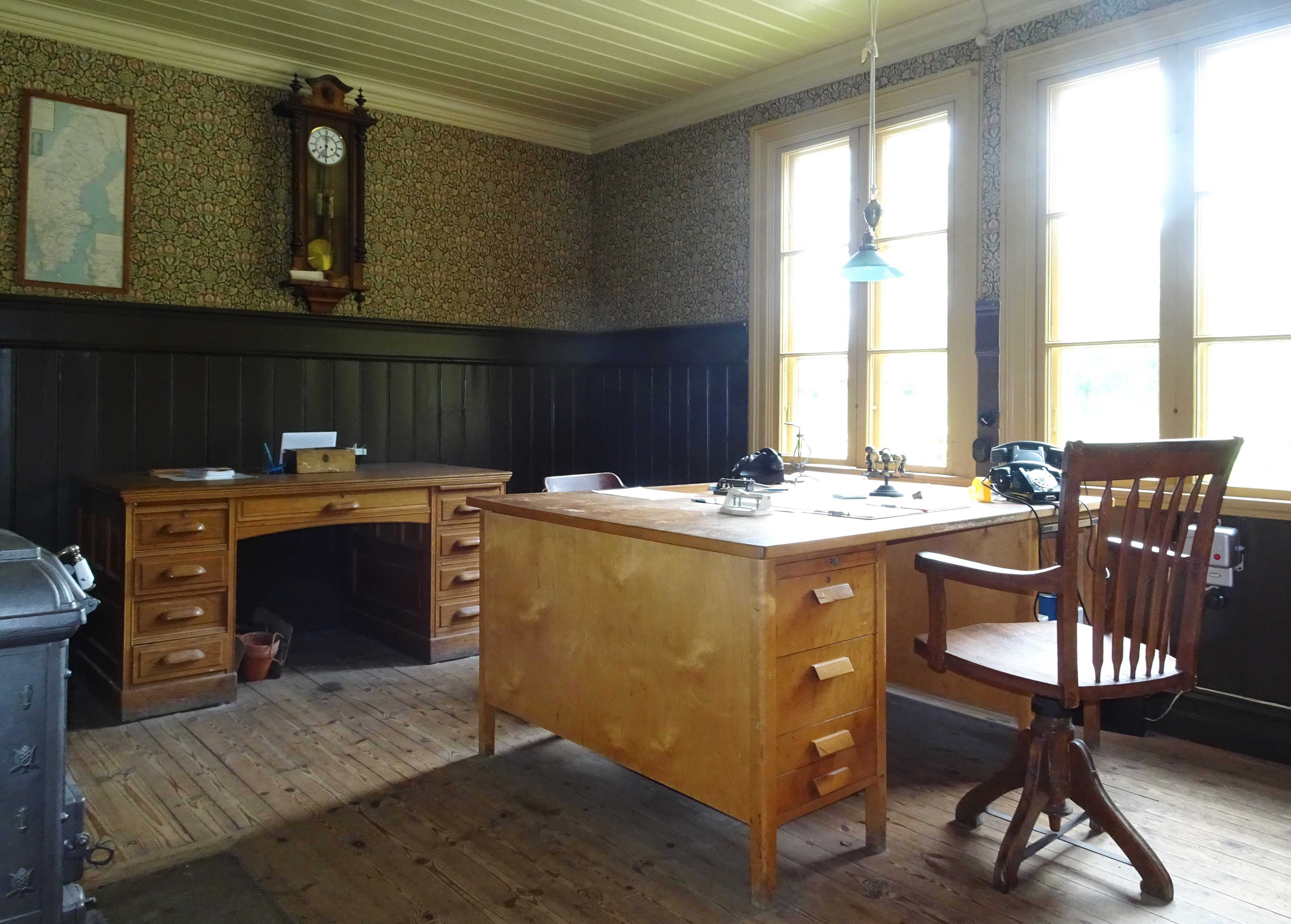
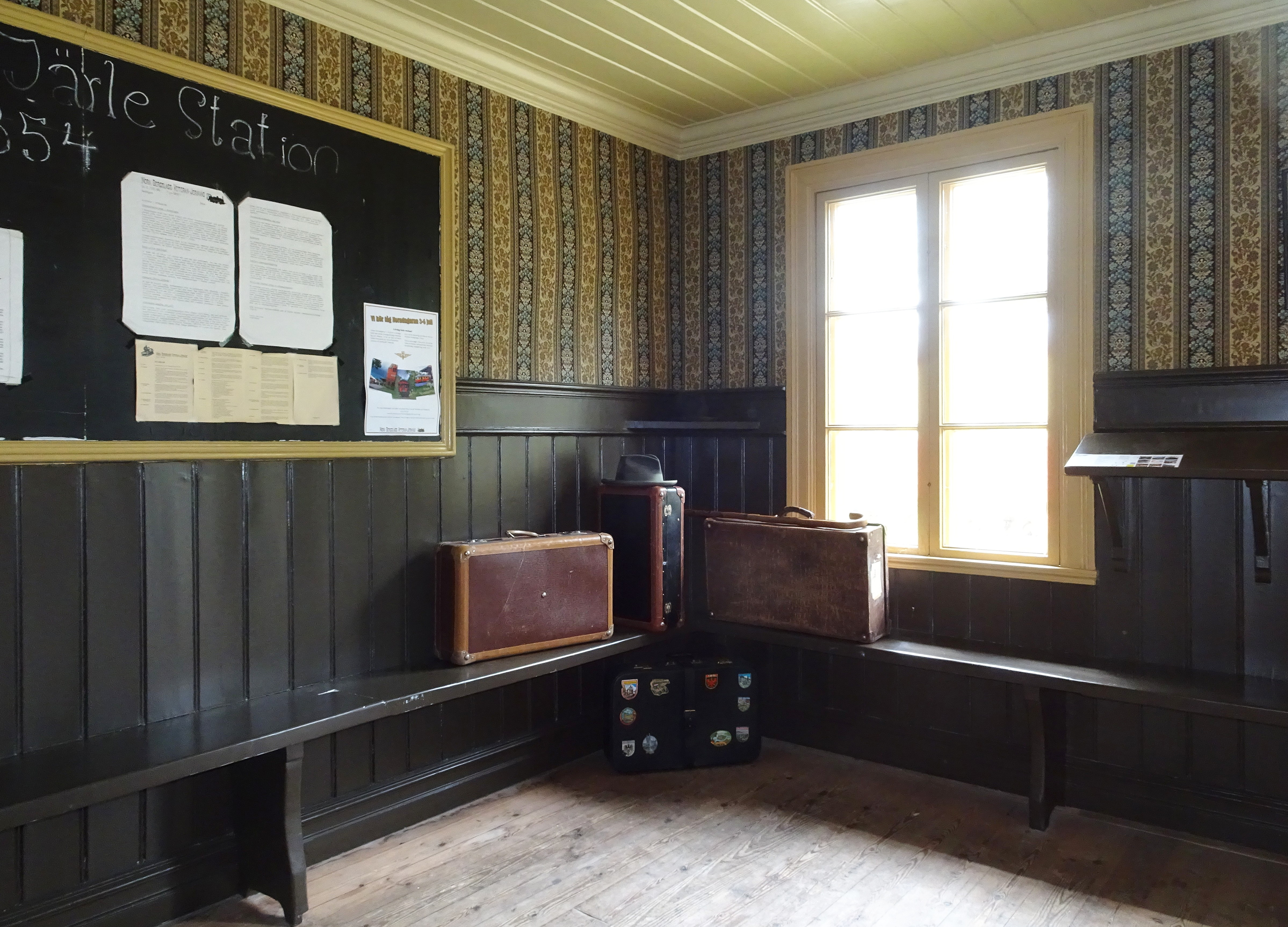
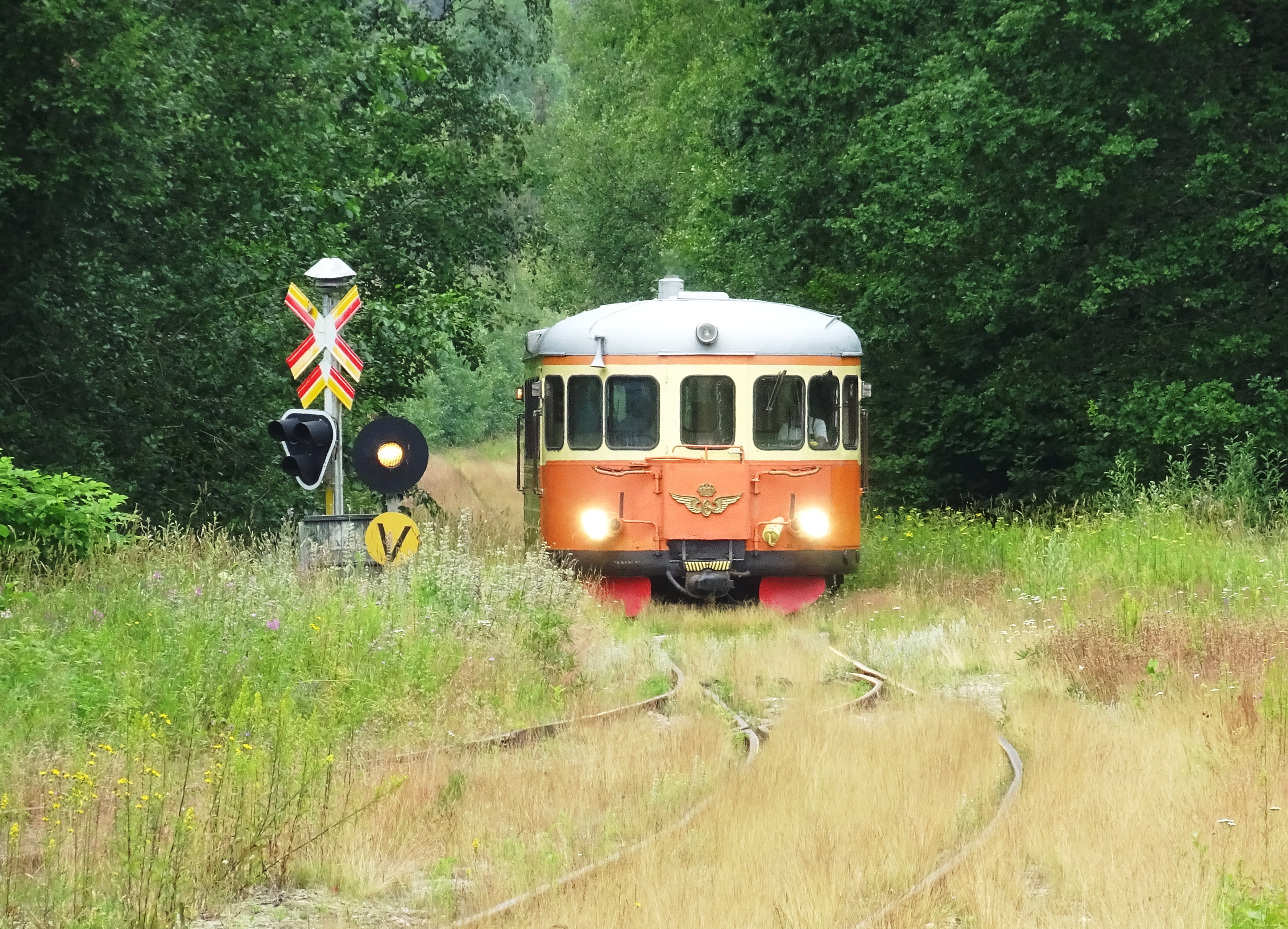
Rälsbuss Y6 vid Järle station, 2019.

### Nora station
Det ursprungliga stationshuset i Nora och ett godsmagasin uppfördes 1855. Nuvarande Nora stationshus stod färdigt år 1898 och är en representant för dåtidens tegelarkitektur, gestaltad i tidig nationalromantik med asymmetri, torn med spetsiga plåttak och frontespiser. Byggnaden ritades av arkitekterna Ludvig Peterson och Ture Stenberg. Till bangården hör ett godsmagasin från sekelskiftet 1900 och lokstallet från 1891. Alla tre byggnader är byggnadsminnen sedan 2005. Till anläggningen uppfördes även ett ännu bevarat toaletthus med pissoar, lamprum samt avträden för damer och herrar.

#### Bilder Nora station

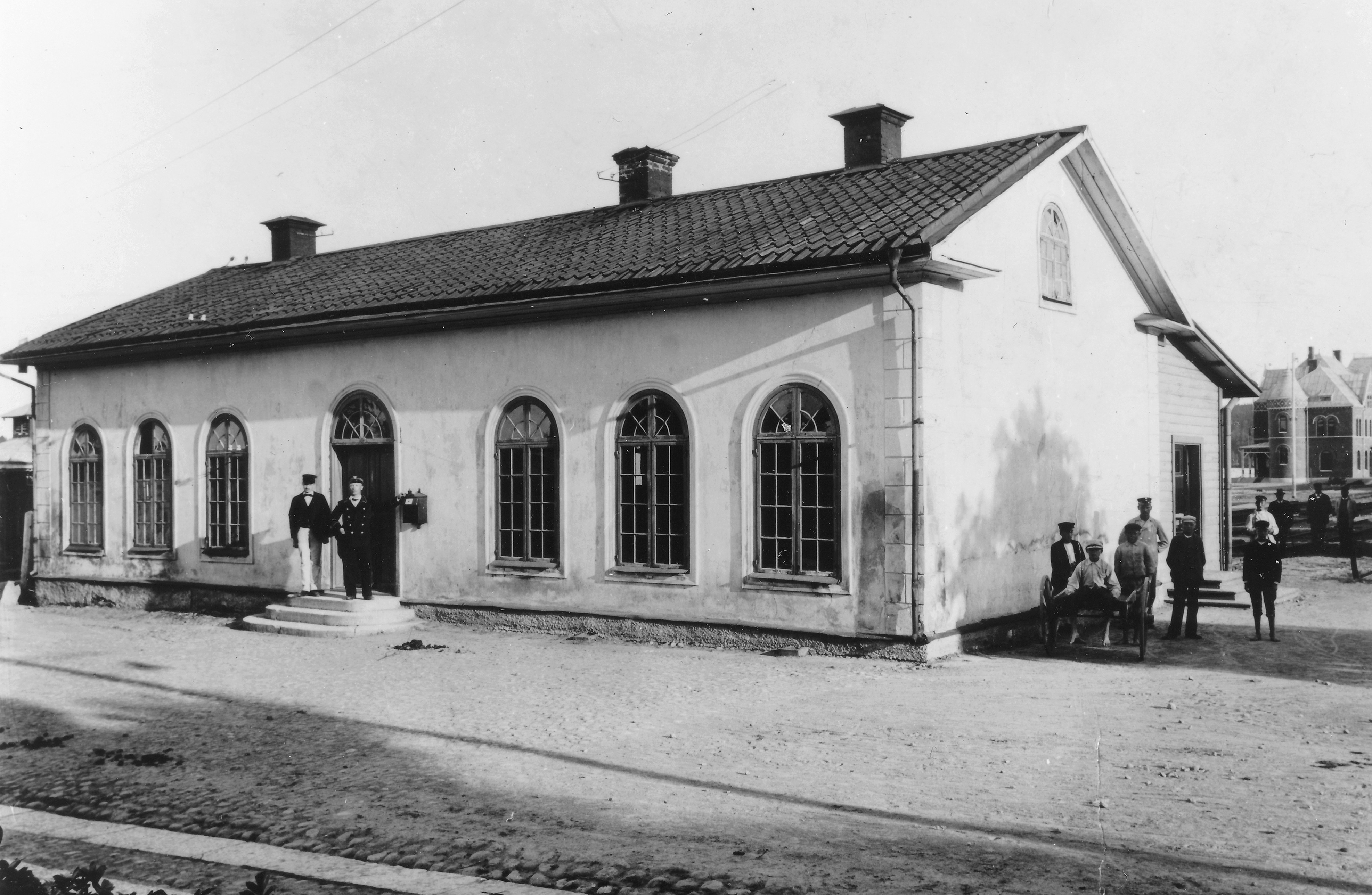
Första stationshuset i Nora. Det nuvarande stationshuset syns i bakgrunden.
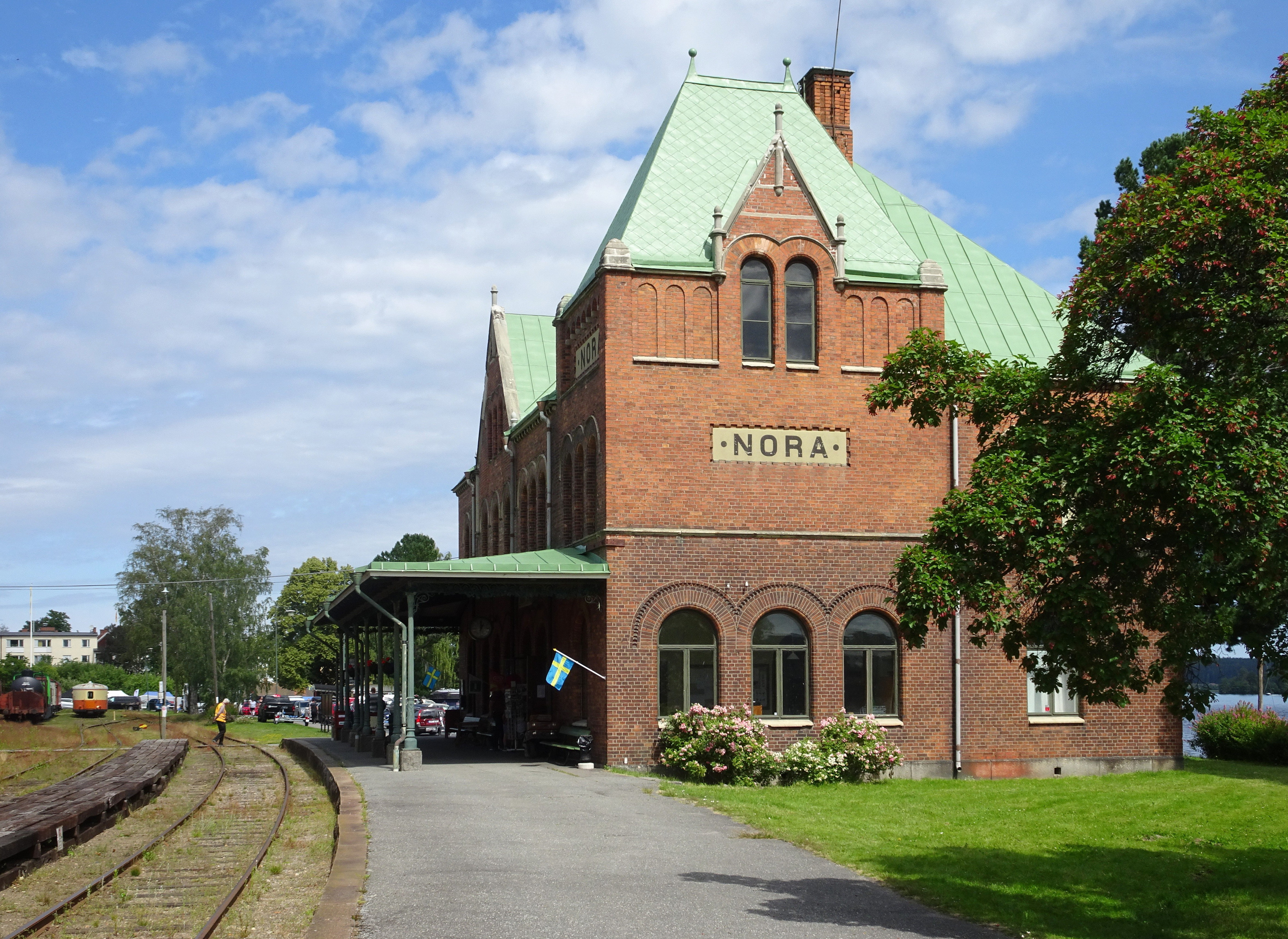
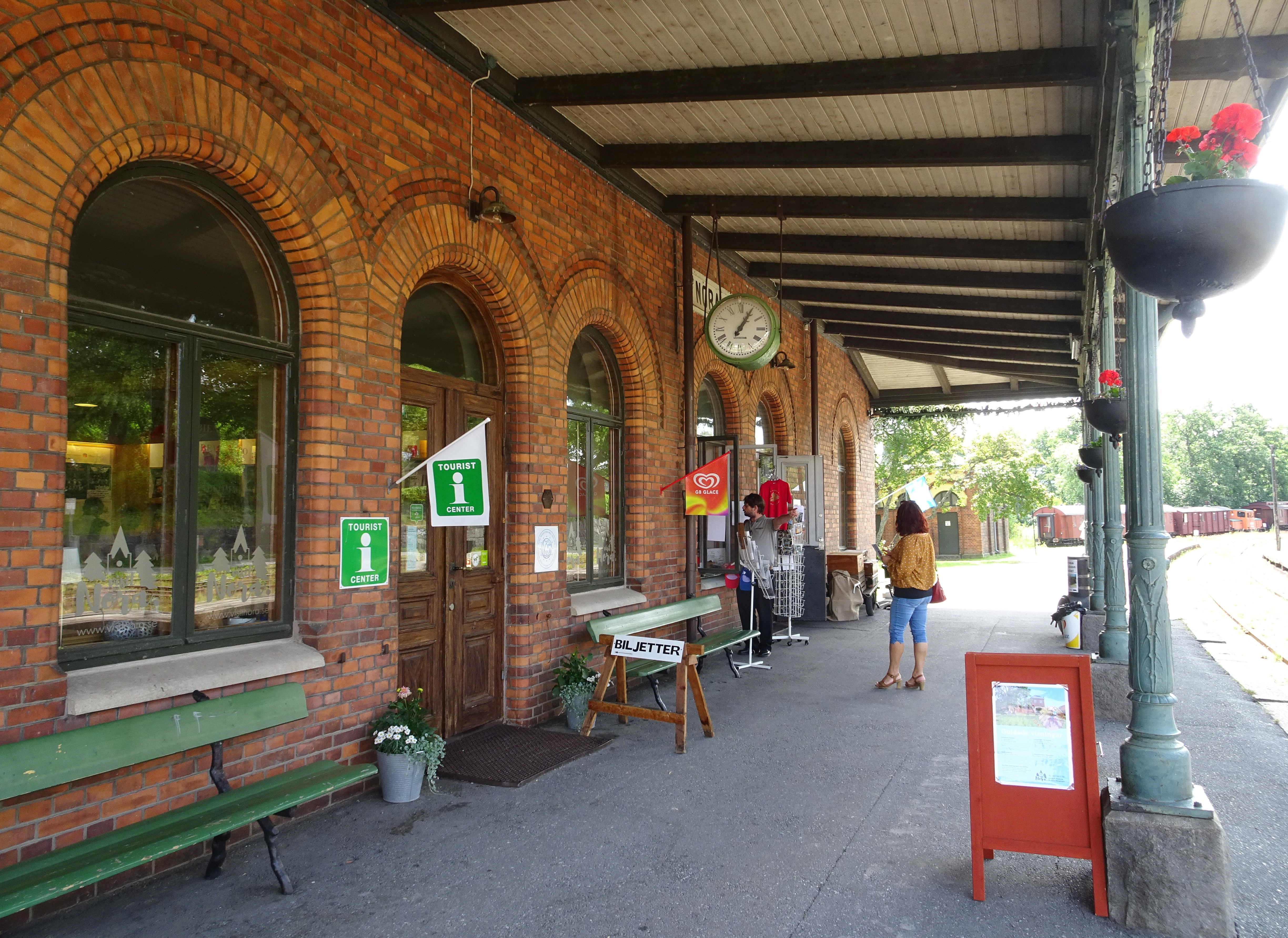
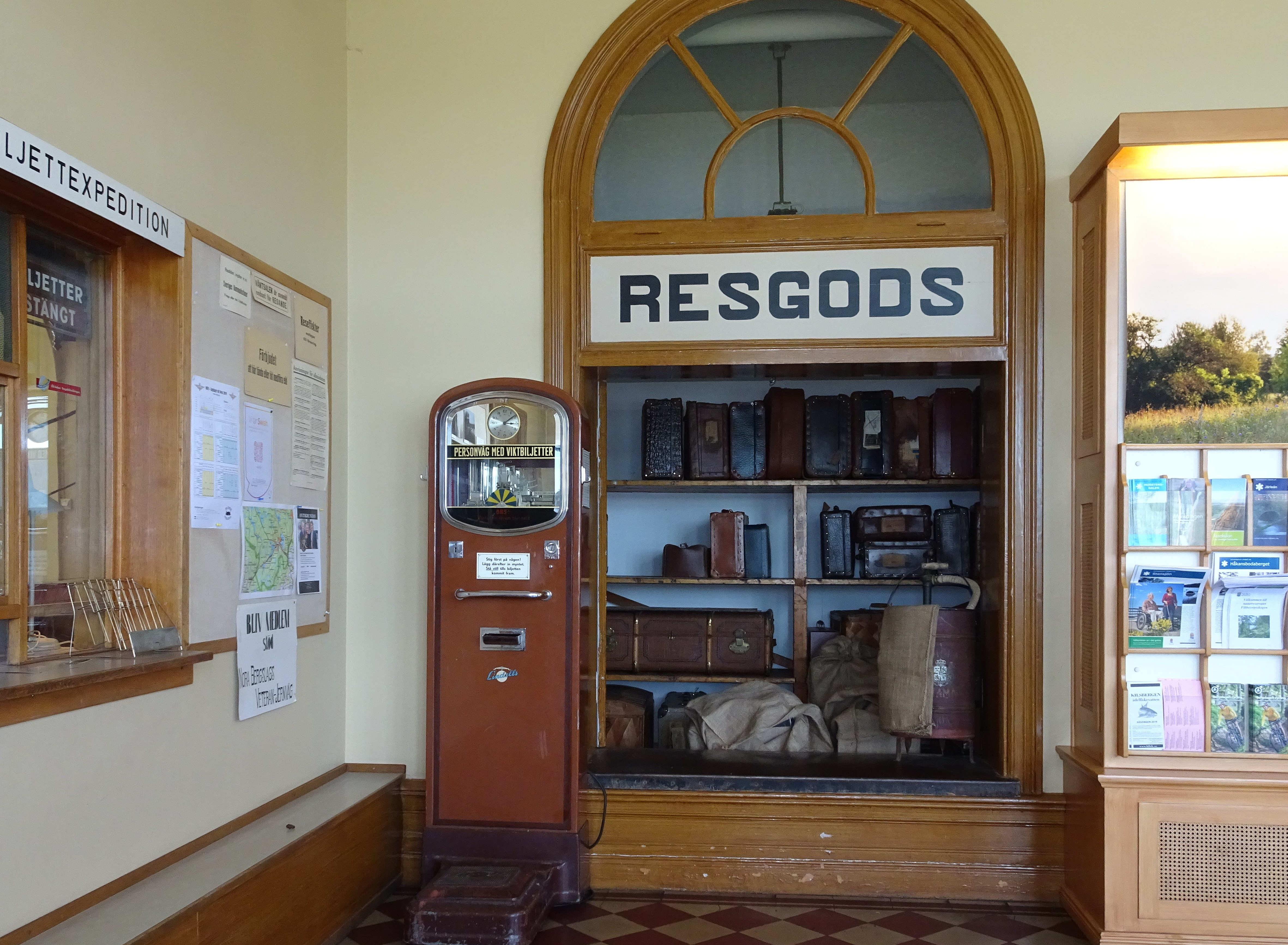
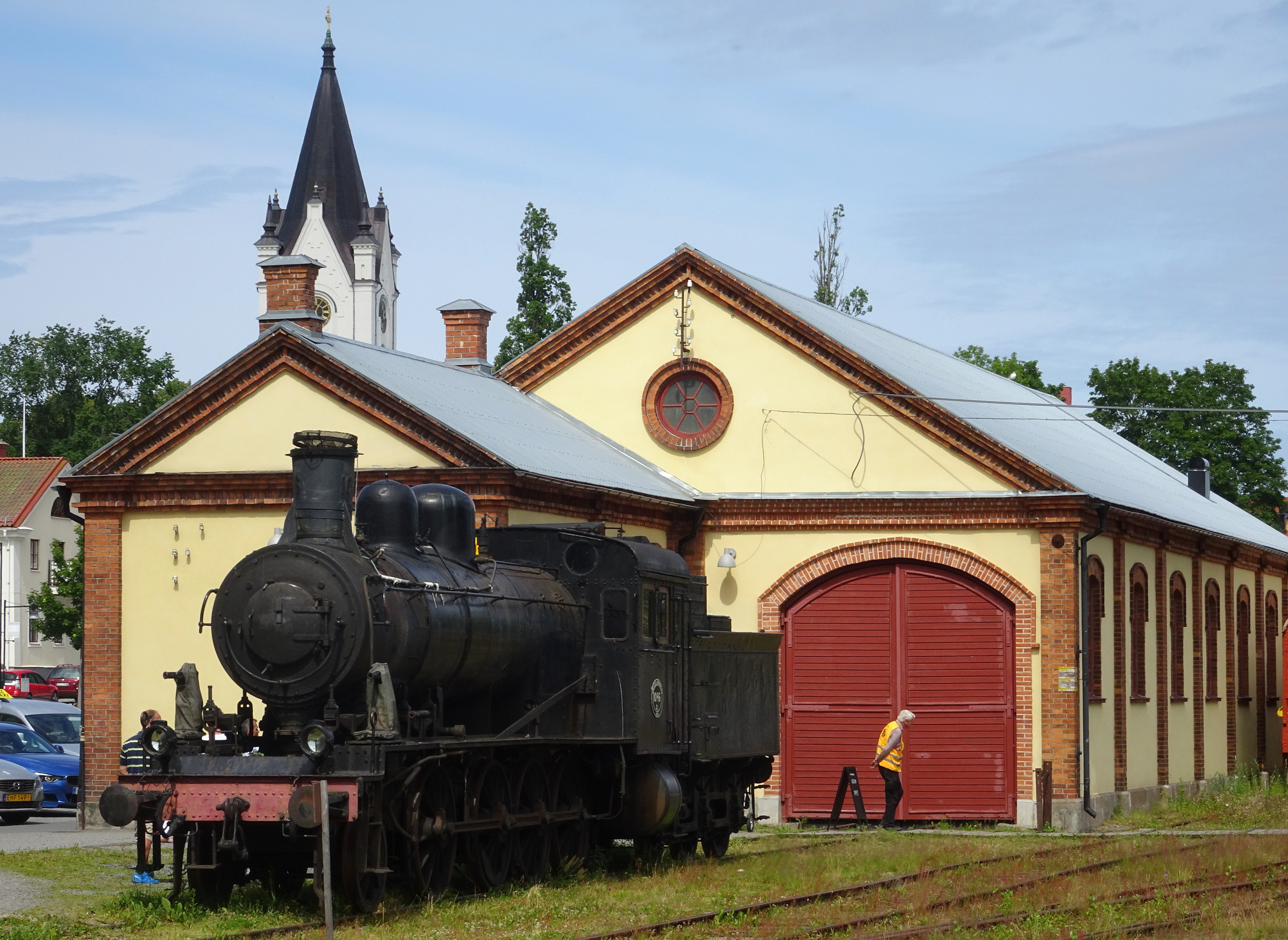

### Fotnoter
1. ↑  Broschyr utgiven av Nora Bergslags Veteran-Jernväg.
2. ↑  Niklas Ingmarsson (13 september 2006). ”150 år på räls” (på svenska). Populär historia. https://popularhistoria.se/teknik/trafik/150-ar-pa-rals. Läst 29 september 2018.
3. ↑  RAÄ:s bebyggelseregister: NORA-ERVALLA JÄRNVÄG 2:2 - husnr 1, JÄRLE STATIONSHUS.
4. ↑  RAÄ:s bebyggelseregister: NORA STATIONSHUS.
5. ↑  Stationsområdet i Nora.